# رافائل گومز
رافائل گومز دوس سانتوس یا به طور خلاصه رافائل گومز متولد ۱۲ جولای ۱۹۸۰ یک بازیکن فوتبال برزیلی است.وی ۱ آوریل ۲۰۱۲ از دنیای فوتبال خداحافظی کرد.

## دوران حرفه‌ای

### استقلال
گومز چهارمین بازیکن خارجی تاریخ باشگاه استقلال بود که در ابتدای فصل ۸۳–۱۳۸۲ به این تیم پیوست اما بعد از مدت بسیار کوتاهی و در حالی که تنها ۲ بازی برای اتیم آبی‌پوش تهرانی انجام داده بود از این تیم جدا شد.